# Potamotrygon limai
Potamotrygon limai es una especie del género de peces de agua dulce Potamotrygon, de la familia Potamotrygonidae, cuyos integrantes son denominadas comúnmente raya de río o chucho de río. Habita en ambientes acuáticos cálidos del centro-norte de Sudamérica. 

## Taxonomía
Esta especie fue descrita originalmente en el año 2014 por los ictiólogos João Pedro Fontenelle João Paulo C. B. Da Silva y Marcelo Rodrigues de Carvalho. 
Fue descubierta como nueva especie como parte de los resultados obtenidos de una revisión sistemática de la especie Potamotrygon scobina Garman, 1913. P. limai se diferencia de sus congéneres por exhibir patrones poligonales o concéntricos formados por pequeñas manchas blanquecinas, mejor definidas sobre el disco posterior y la base caudal.
Etimología
Etimológicamente, el nombre genérico Potamotrygon viene del griego, donde potamos significa 'río', y trygon que significa 'raya picadora'. 

## Distribución
Se distribuye en el centro-norte de América del Sur, río Jamari, tributario de la alta cuenca del río Madeira, en la cuenca del Amazonas, estado de Rondonia, centro-oeste del Brasil. El río Jamari tiene una longitud de 400 km, y discurre íntegramente por el estado de Rondonia. Tiene como afluentes los ríos Guaiamã y Candeias. Sus aguas son represadas por la Usina Hidroeléctrica de Samuel.

## Costumbres
Sus costumbres son aplicables a los demás miembros de su género, los que habitan en el fondo limoso o arenoso de los ríos y arroyos, pasando fácilmente desapercibidos gracias a su coloración críptica.
Como método de defensa, estos peces están provistos de una fina y punzante espina situada sobre el dorso de la cola; cuando algún bañista accidentalmente los pisa, la raya arquea el cuerpo y su cola, para inmediatamente clavarle profundamente su aguijón en algún músculo de la pierna del desafortunado, lo que le producirá una herida ulcerante, de rebelde de curación. Por esta razón son animales odiados y temidos, empleando los pobladores ribereños técnicas para evitar los accidentes con este pez, la más común es azotar las aguas de un sector adecuado para el baño, empleando ramas o palos, con el objetivo de hacer huir a los posibles ejemplares que se encontrasen allí.   
Se alimentan principalmente de otros peces a los que captura con la técnica del acecho, permaneciendo inmóvil y semienterrada a la espera del paso de alguna presa, la que será atacada por sorpresa.